# Antonín Souček

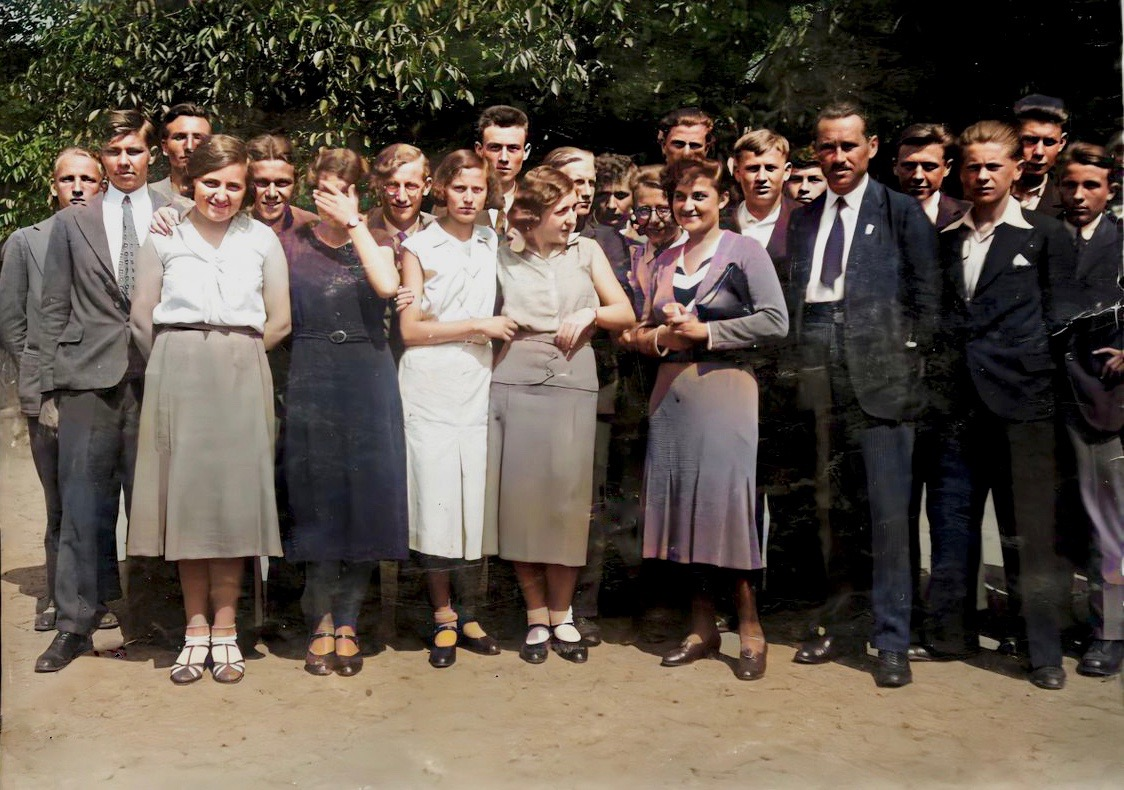
Gymnázium Bučovice - maturitní třída 1932 s profesorem Antonínem Součkem; na gymnáziu v Bučovicích působil v letech 1915-1942

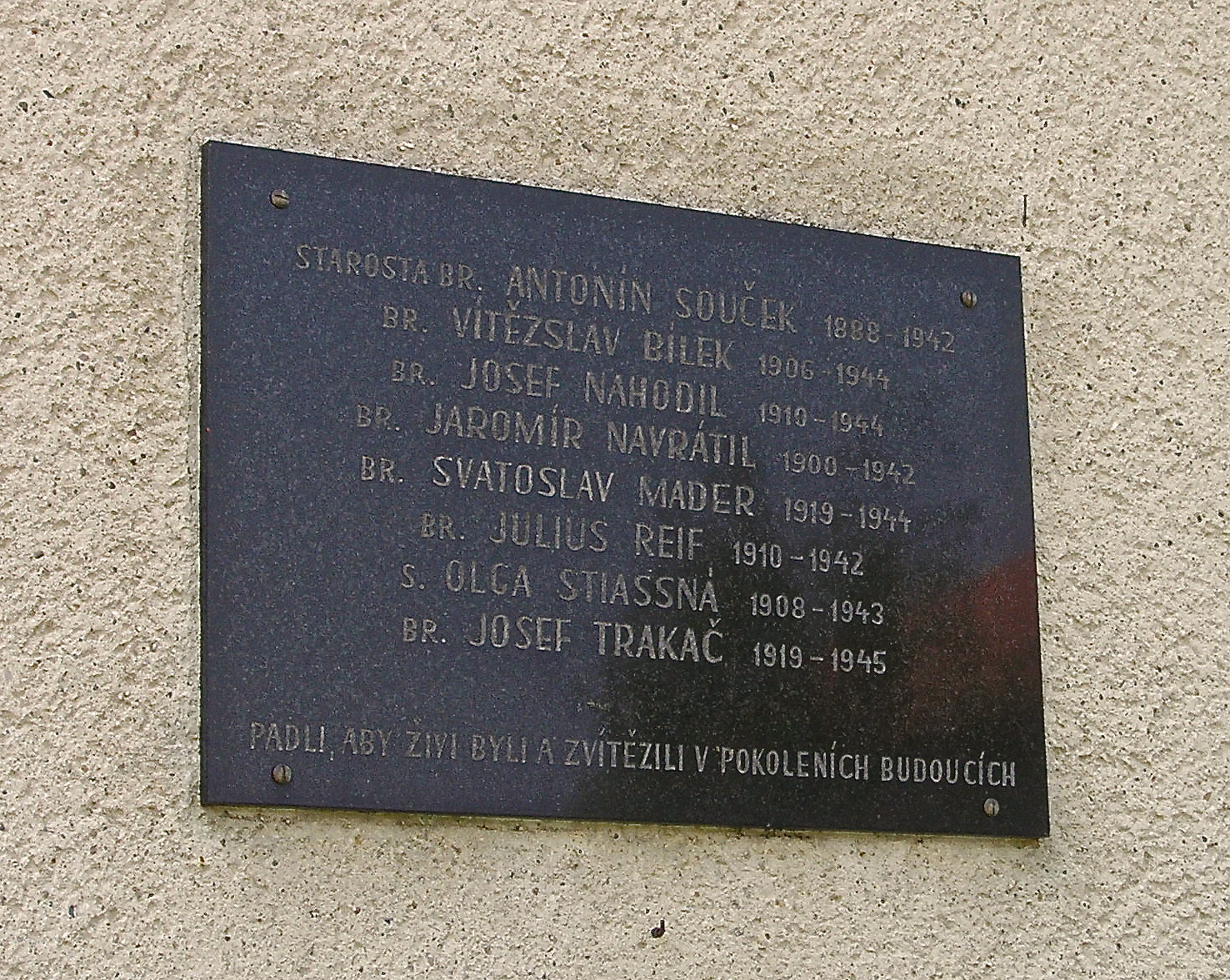
Památník členů Sokola Bučovice, obětí nacistického teroru v letech 1939-1945

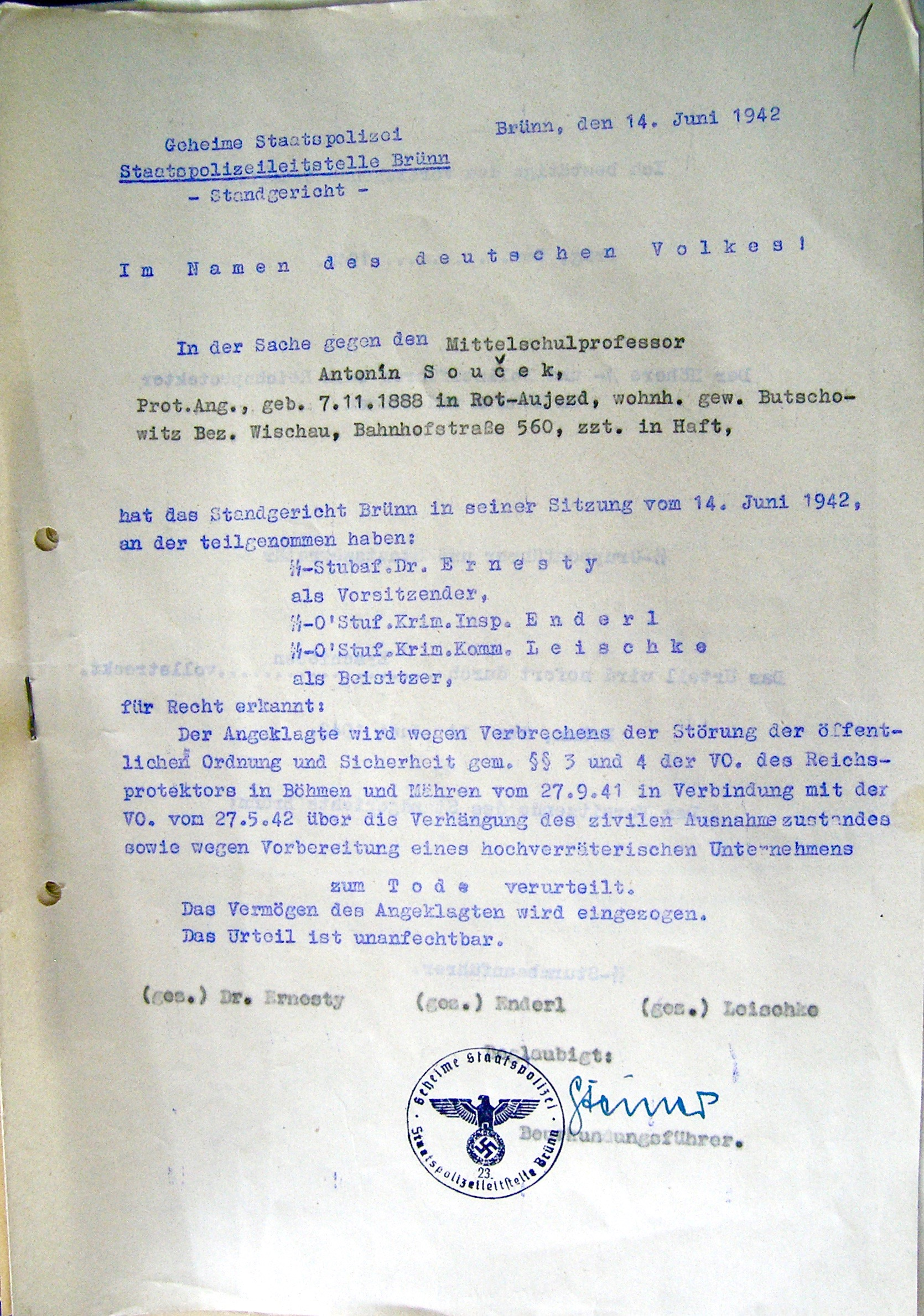
Rozsudek z 14.6.1942 Antonína Součka náčelníka Sokola Bučovice, popraveného v Brně Kouniocových kolejích

Antonín Souček (7. listopadu 1888 Červený Újezdec – 14. června 1942 Kounicovy koleje v Brně) byl profesorem a ředitelem (od 1941) gymnázia Bučovice a starostou Sokola Bučovice. Byl popraven v průběhu druhého stanného práva roku 1942. Jeho syn Zdeněk byl významným polárním badatelem.

## Život
Jeho život se odvíjel v malé obci Červený Újezdec poblíž města Písku, primární školu navštěvoval v obci Vlastec, pak na státním gymnáziu v Písku a Litomyšli, maturoval v Písku 24. června 1907. Vysokoškolská studia v oboru čeština a němčina se stáží v Innsbruku absolvoval v Praze. V roce 1916 se stal suplujícím učitelem na gymnáziu v Bučovicích a postupně řádným profesorem tamtéž. Mezi jeho významné žáky patřil pianista Rudolf Firkušný v maturitním ročníku 1930. Od roku 1931 byl starostou obce sokolské v Bučovicích. Dramatické události po okupaci v roce 1939 ho postavily do role správce gymnázia a v roce 1941 s návrhem Školské rady na funkci ředitel v 1942. Protinacistická odbojová činnost členů Sokola a represe po atentátu na říšského protektora R. Heidricha vedly k jeho zatčení, věznění v kontraktačním táboře Pod Kaštany v Brně a při rozsáhlých represích po atentátu na R.Heidricha odsouzen a v Brně Kounicových kolejích popraven 14. června 1942. 
 Pamětní deska obětí se nachází na původní budově Sokola v Bučovicích a další, spolu s četnými učiteli Země moravskoslezské, také na památníku v budově stávajícího Nejvyššího správního soudu v Brně na Moravském náměstí. V Brně je uznávanou osobností.